# Caveirão

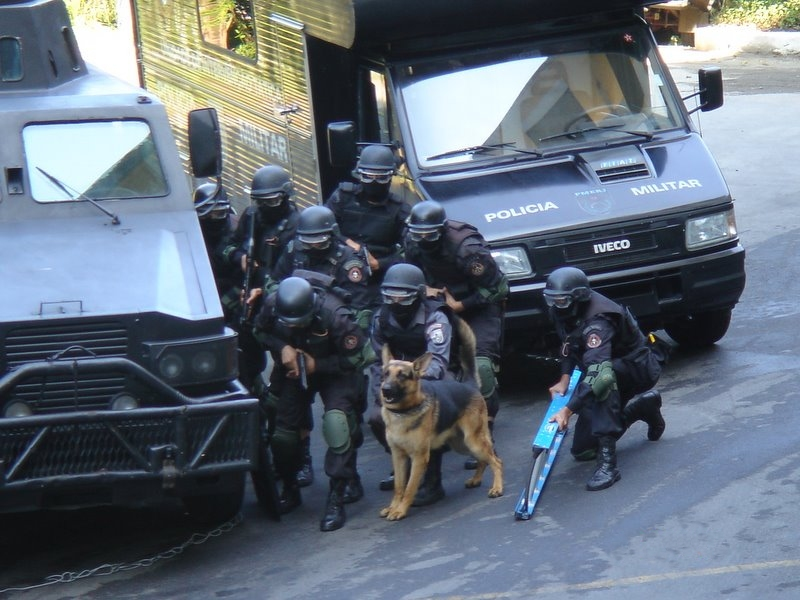
Agenti del BOPE durante un'incursione, nella foto è ben visibile il caratteristico veicolo blindato "Caveirão" affiancato da un Iveco Daily.

Il Caveirão è un veicolo utilizzato dal BOPE, Batalhão de Operações Policiais Especiais, della Polícia Militar do Brasil dello Stato di Rio de Janeiro per le operazioni di polizia nelle favela di Rio de Janeiro.
Ufficialmente, il nome di questo veicolo è Pacificador (tradotto letteralmente Pacificatore), ciò è dovuto al fatto, stando a quanto afferma la forza di polizia, che il suo uso è diretto a pacificare le località nelle quali è forte il tasso di criminalità.
È legato a numerosi episodi di violenza esercitata contro civili nelle favela a opera delle forze di polizia pertanto il suo uso è motivo di forte controversia all'interno della società.
Il caveirão, un furgone nero con il simbolo del teschio e la spada, è diventato così il terrore di tutti i terroristi nelle favela carioca, tanto da prendere il posto del Bicho Papão (l'equivalente dell'uomo nero italiano o del boogeyman inglese) delle favole. 
L'arrivo del caveirão è preceduto da un messaggio trasmesso dagli altoparlanti del veicolo, del tipo: «bambini, via dalla strada, sta per avvenire una sparatoria!».
Dal 2010 la polizia di Rio de Janeiro sta vagliando diverse proposte per sostituirlo con un nuovo veicolo (denominato Caveirinhas), di dimensioni più ridotte e compatte, in grado di svolgere le stesse funzioni ma che abbia una maggiore agilità e maneggevolezza d'azione.